# 환경권
환경권(環境權)은 건강한 환경 속에서 생활할 권리를 말한다.  여기서의 환경의 개념에 대해서, 협의설은 환경을 자연적 환경(물, 대기 등의 자연상태)에 국한한다고 보고, 광의설은 환경의 개념에 자연적 환경뿐만 아니라 인공적, 물리적 환경(도로, 공원, 교육, 의료 등)까지 포함시킨다. 최광의설은 자연적 환경, 인공적 환경뿐만 아니라 사회적 환경(문화적, 경제적, 정치적 환경)까지 포함시킨다. 광의설이 다수설이다.  이 권리가 침해되었을 경우 그 보호를 국가에 대해 요구할 권리와 이 침해에 대해 처벌이나 손해 배상을 요구할 수 있다.

## 권리 침해에 대한 구제방법
형사상 고소, 고발, 민사 소송을 통한 사법적 구제 수단이나 행정소송을 통한 행정법적 구제 수단으로 나뉜다. 또한 환경부 산하의 환분쟁조정위원회에서 담당하는 환경분쟁 조정 제도를 이용할 수 있다.

## 공직선거에서의 확성장치 사용 사건
공직선거에서의 확성기 사용 사건은 공직선거법이 확성장치를 이용한 선거운동을 허용하면서 확성장치 사용 등에 따른 소음제한기준을 두고 있지 않은 부작위에 대한 대한민국 헌법재판소 판례이다.

### 사실관계
청구인은 선거운동 과정에서 후보자들이 확성장치 등을 사용하여 소음을 유발함으로써 정신적, 육체적 고통을 받았다고 하면서, 현행 공직선거법이 선거운동시 확성장치의 출력수 등 소음에 대한 허용기준 조항을 두지 아니하는 등 불충분하여 청구인의 행복추구권 및 환경권을 침해한다는 이유로 헌법소원심판을 청구하였다.

### 관련조문
공직선거법

### 판시사항
환경권이라는 우선적으로 적용되는 기본권이 존재하여 그 침해 여부를 판단하는 이상, 행복추구권 침해 여부를 따로 판단할 필요는 없다.
환경권을 행사함에 있어 국민은 국가로부터 건강하고 쾌적한 환경을 향유할 수 있는 자유를 침해당하지 않을 권리를 행사할 수 있고, 일정한 경우, 국가에 대하여 건강하고 쾌적한 환경에서 생활할 수 있도록 요구할 수 있는 권리가 인정되기도 하는 바, 환경권은 그 자체 종합적 기본권으로서의 성격을 지닌다.
환경권의 내용과 행사는 법률에 의해 구체적으로 정해지는 것이기는 하나, 이 헌법조항의 취지는 특별히 명문으로 헌법에서 정한 환경권을 입법자가 그 취지에 부합하도록 법률로써 내용을 구체화하도록 한 것이지, 환경권이 완전히 무의미하게 되는데도 그에 대한 입법을 전혀 하지 아니하거나, 어떠한 내용이든 법률로써 정하기만 하면 된다는 것은 아니다. 그러므로 일정한 요건이 충족될 때 환경권 보호를 위한 입법이 없거나 현저히 불충분하여 국민의 환경권을 과도하게 침해하고 있다면 헌법재판소에 그 구제를 구할 수 있다.
환경권의 보호대상이 되는 환경에는 자연 환경뿐만 아니라 인공적 환경과 같은 생활환경도 포함된다.
일정한 경우 국가는 사인인 제3자에 의한 국민의 환경권 침해에 대해서는 적극적으로 기본권 보호조치를 취할 의무를 진다.
국가가 국민의 기본권적 법익 보호를 위하여 적어도 적절하고 효율적인 최소한의 보호조치를 취했는가 하는 이른바 '과소보호 금지원칙'의 위반 여부를 기준으로 삼아야 한다.

## 판례
- 환경권에 관한 헌법 제35조의 규정이 개개의 국민에게 직접으로 구체적인 사법상의 권리를 부여한 것이라고 보기는 어렵고, 사법상의 권리로서의 환경권이 인정되려면 그에 관한 명문의 법률규정이 있거나 관계법령의 규정취지 및 조리에 비추어 권리의 주체, 대상, 내용, 행사방법 등이 구체적으로 정립될 수 있어야 한다.[1]
- 행정처분의 직접 상대방이 아닌 자로서 그 처분에 의하여 자신의 환경상 이익이 침해받거나 침해받을 우려가 있다는 이유로 취소소송을 제기하는 제3자는, 자신의 환경상 이익이 그 처분의 근거 법규 또는 관련 법규에 의하여 개별적·직접적·구체적으로 보호되는 이익, 즉 법률상 보호되는 이익임을 입증하여야 원고적격이 인정되고, 다만 그 행정처분의 근거 법규 또는 관련 법규에 그 처분으로써 이루어지는 행위 등 사업으로 인하여 환경상 침해를 받으리라고 예상되는 영향권의 범위가 구체적으로 규정되어 있는 경우에는, 그 영향권 내의 주민들에 대하여는 당해 처분으로 인하여 직접적이고 중대한 환경피해를 입으리라고 예상할 수 있고, 이와 같은 환경상의 이익은 주민 개개인에 대하여 개별적으로 보호되는 직접적·구체적 이익으로서 그들에 대하여는 특단의 사정이 없는 한 환경상 이익에 대한 침해 또는 침해 우려가 있는 것으로 사실상 추정되어 법률상 보호되는 이익으로 인정됨으로써 원고적격이 인정되며, 그 영향권 밖의 주민들은 당해 처분으로 인하여 그 처분 전과 비교하여 수인한도를 넘는 환경피해를 받거나 받을 우려가 있다는 자신의 환경상 이익에 대한 침해 또는 침해 우려가 있음을 증명하여야만 법률상 보호되는 이익으로 인정되어 원고적격이 인정된다.[2]
- 공해를 원인으로 한 손해배상청구소송에 있어서는 가해자측이 배출한 어떤 유해한 원인물질이 피해자측에 도달하여 피해자에게 손해가 발생하였다면 가해자측에서 그 무해함을 입증하지 못하는 한 책임을 면할 수 없다.[3]
- 환경영향평가 대상지역 안의 주민들은 수인한도를 넘는 환경침해를 받지 아니하고 쾌적한 환경에서 생활할 수 있는 개별적으로 보호되는 직접적, 구체적 이익을 가진다.[4]
- 국가는 헌법상 환경권 조항을 근거로 수질개선부담금과 같은 환경부담금을 부과하는 방법을 선택할 수 있다.[5]
- 환경권은 명문의 법률규정이나 관계 법령의 규정 취지 및 조리에 비추어 권리의 주체, 대상, 내용, 행사 방법 등이 구체적으로 정립될 수 있어야만 인정되는 것이므로, 사법상의 권리로서의 환경권을 인정하는 명문의 규정이 없으면 환경권에 기하여 직접 방해배제청구권을 인정할 수는 없다.[6]
- 환경에는 자연환경 뿐 아니라 생활환경까지도 포함된다.[7]
- 환경권을 행사함에 있어 국민은 국가로부터 건강하고 쾌적한 환경을 향유할 수 있는 자유를 침해당하지 않을 권리를 행사할 수 있고, 일정한 경우 국가에 대하여 건강하고 쾌적한 환경에서 생활할 수 있도록 요구할 수 있는 권리가 인정되기도 하는바, 환경권은 그 자체 종합적 기본권으로서의 성격을 지닌다.[8]
- 환경보전은 단순히 국가의 노력만으로 이루어지기는 어려우므로 헌법은 국민의 환경보전 노력 의무도 규정하고 있다.[9]

## 참고 문헌
- 헌법재판소 판례 2008.7.31. 2006헌마711
- p 77, 김현석, 헌법 기본판례 109선, 헤르메스, 2011. ISBN 9788994619118

## 같이 보기
- 생태주의
- 대기환경보전법